# Nemocapnia carolina
Nemocapnia carolina is een steenvlieg uit de familie Capniidae. De wetenschappelijke naam van de soort is voor het eerst geldig gepubliceerd in 1938 door Banks.